# Бродацкая, София Игоревна
София Игоревна Бродацкая (род. 24 октября 1994) — российская легкоатлетка, специалистка по спортивной ходьбе. Выступала на профессиональном уровне в 2013—2019 годах, чемпионка Универсиады в Кванджу, призёрка первенств всероссийского значения. Представляла Мордовию. Мастер спорта России.

## Биография
София Бродацкая родилась 24 октября 1994 года. Детство провела в селе Новотроицкое Старошайговского района Мордовии.
Занималась лёгкой атлетикой в Центре олимпийской подготовки по спортивной ходьбе в Саранске, тренеры — В. В. Аверкин, Р. К. Орлов, В. В. Начаркина, В. Н. Драгунов.
Впервые заявила о себе на всероссийском уровне в сезоне 2013 года, когда в ходьбе на 5000 метров выиграла студенческий чемпионат в помещении в Москве, стала девятой в ходьбе на 10 км на зимнем чемпионате России в Сочи и четвёртой на юниорском всероссийском первенстве в Чебоксарах.
В 2014 году в ходьбе на 20 км заняла 11-е место на зимнем чемпионате России в Сочи, девятое место на летнем чемпионате России в Чебоксарах, закрыла десятку сильнейших на Кубке России в Чебоксарах.
В 2015 году на зимнем чемпионате России в Сочи и на летнем чемпионате России в Чебоксарах была восьмой и шестой соответственно. Будучи студенткой, представляла страну на Универсиаде в Кванджу — на 20-километровой дистанции показала результат 1:35:00 и стала четвёртой, россиянки при этом выиграли командный зачёт.
В 2016 году показала 11-й результат на зимнем чемпионате России в Сочи, одержала победу в молодёжной категории на Кубке России в Костроме.
В 2017 году выиграла бронзовые медали на зимнем чемпионате России в Сочи и на летнем чемпионате России в Чебоксарах (изначально финишировала четвёртой, но после допинговой дисквалификации Марии Пономарёвой переместилась в итоговом протоколе на третью позицию).
В 2018 году завоевала серебряные награды на зимнем чемпионате России в Сочи и на летнем чемпионате России в Чебоксарах.
В декабре 2019 года заняла пятое место в ходьбе на 5000 метров на Мемориале Скурыгина в Саранске и на этом завершила спортивную карьеру.
Окончила экономический факультет Мордовского государственного университета имени Н. П. Огарёва по специальности «налоги и налогообложение».